# Liste der Herrscher von Gungthang
Dies ist eine Liste der Herrscher von Gungthang (tib. gung thang; chin. Gongtang) bzw. der Gungthang-Könige in Tibet vom 11. bis 15. Jahrhundert. Die Namen der Herrscher sind in chinesischer Schrift mit vorangestellter Pinyin-Schreibung angegeben. In einigen Fällen wurde das Tibetische (Umschrift nach Wylie) ergänzt.

## Herrscher von Gungthang
| Nr. | Pinyin               | chinesisch   | tib. (THDL-Transkription) | tib. (Umschrift nach Wylie)    |
| --- | -------------------- | ------------ | ------------------------- | ------------------------------ |
| 1.  | Chi zha xi ze ba bei | 赤扎西则巴贝 | Tri Trashi Tsekpa Pal     | khri bkra shis brtsegs pa dpal |
| 2.  | Wei sai de           | 维赛德       |                           |                                |
| 3.  | Wang bo de           | 旺波德       | Wangbo De                 | dbang spo lde                  |
| 4.  | Tong ga de           | 童嘎德       | Dongkar De                | dong dkar lde                  |
| 5.  | Zan zi               | 赞子         |                           |                                |
| 6.  | La jue de            | 拉觉德       |                           |                                |
| 7.  | Wang jiu de          | 旺久德       | Wangchuk De               | dbang phyug lde                |
| 8.  | Sai jue ba de        | 塞觉巴德     |                           |                                |
| 9.  | Bu de                | 布德         | Pode                      | po lde                         |
| 10. | Zun ba de            | 尊巴德       | Tsunpa De                 | btsun pa lde                   |
| 11. | Peng de gun          | 朋德衮       | Bumde Gon                 | 'bum lde mgon                  |
| 12. | De peng gun          | 德朋衮       | De Bumgon                 | lde 'bum mgon                  |
| 13. | Qu qiong de          | 曲琼德       | Chokyong De               | chos skyong lde                |
| 14. | Chi zha xi de        | 赤扎西德     | Tri Trashi De             | khri bkra shis lde             |
| 15. | Chi ping cuo de      | 赤平措德     | Tri Phuntsok De           | khri phun tshogs lde           |
| 16. | Chi jie suo lang de  | 赤杰索朗德   | Trigyal Sonam De          | khri rgyal bsod nams lde       |
| 17. | Chi la wang jian cai | 赤拉旺坚才   | Tri Lhawang Gyaltsen      | khri lha dbang rgyal mt'san    |
| 18. | Chi lang jie de      | 赤朗杰德     | Tri Namgyal De            | khri rnam rgyal lde            |
| 19. | Chi jie sang zhu de  | 赤杰桑珠德   | Trigyal Samdrub De        | khri rgyal bsam grub lde       |
| 20. | Gong ga luo zhuo     | 贡嘎洛卓     | Gongkar Lodro             | gong dkar blo gros             |
| 21. | Gun sang zha ba      | 衮桑扎巴     | Kunzang Trakpa            | mgon bsam bkra pa              |
| 22. | Chi jie sang zhu de  | 赤杰桑珠德   | Trigyal Samdrub De        | khri rgyal bsam grub lde       |
| 23. | Suo lang wang jiu de | 索朗旺久德   | Sonam Wangchuk De         | bsod nams dbang phyug lde      |